# Milton Lilbourne
Milton Lilbourne – wieś i civil parish w Anglii, w hrabstwie Wiltshire. W 2011 roku civil parish liczyła 534 mieszkańców.